# アドリア (イタリア)
アドリア（伊: Adria）は、イタリア共和国ヴェネト州ロヴィーゴ県にある都市で、その周辺地域を含む人口約19,000人の基礎自治体（コムーネ）。
ポー川とアディジェ川の河口の間に位置する。エトルリア人が築いた港湾都市が起源で、古代のアドリアはスピナ (Spina) とともにフェルシナ（現在のボローニャ）の外港であり、アドリア海とは運河でつながっていた。現代の市街の地下には、古代の都市の遺跡が眠っている。アドリア海の名は、この都市の名に由来するとされる。

## 名称
エトルリア人の都市で、Atria や Hatria の名で呼ばれた。

### アドリアとアドリア海
アドリア海の名は、この都市の名に由来するとされる。ただし、The Princeton Encyclopedia of Classical Sites の引用によれば、ストラボンは都市アドリアの名の方がアドリア海から来ているとしている。また、ミレトスのヘカタイオスは、都市アドリアとアドリア海の双方が、かつてこの付近に流れていたアドリア川 (Adria (river)) から来ているとしている。

## 地理

### 位置・広がり
ロヴィーゴ県中部のコムーネで、アディジェ川とポー川の河口の間に位置する。アドリアの市街は、県都ロヴィーゴの東約21km、フェラーラの北東約42km、パドヴァの南南東約42km、州都ヴェネツィアの南南西47km、ボローニャの北東約84kmに位置する。

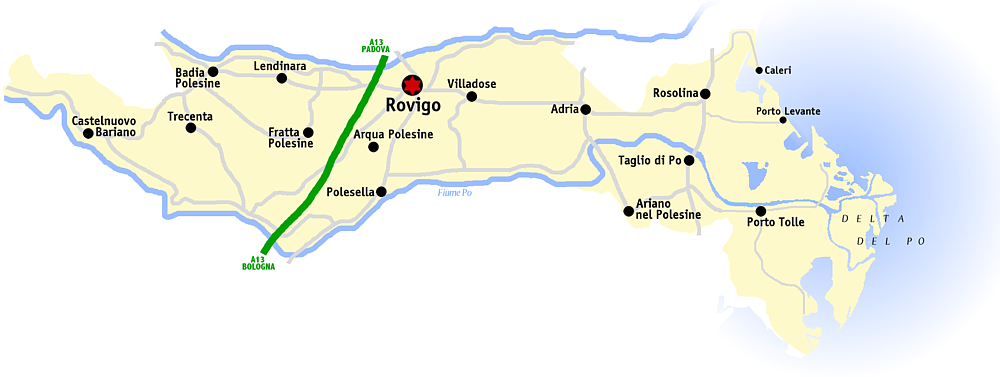
ロドヴィーゴ県概略図

#### 隣接コムーネ
隣接するコムーネは以下の通り。括弧内のVEはヴェネツィア県所属を示す。
- カヴァルツェレ (VE)
- チェレニャーノ
- コルボラ
- ガヴェッロ
- ロレーオ
- パポッツェ
- ペットラッツァ・グリマーニ
- サン・マルティーノ・ディ・ヴェネッツェ
- ターリオ・ディ・ポー
- ヴィッラドーゼ
- ヴィッラノーヴァ・マルケザーナ

### 気候分類・地震分類
アドリアにおけるイタリアの気候分類 (it) および度日は、zona E, 2466 GGである。
また、イタリアの地震リスク階級 (it) では、zona 3 (sismicità bassa) に分類される。

## 行政

### 行政区画
アドリアには以下の分離集落（フラツィオーネ）がある。
- Baricetta, Bellombra, Bottrighe, Ca' Emo, Cavanella Po, Fasana, Mazzorno, Valliera, Treponti, Mezzana, Canton Basso, Don Minzoni, Cicese, Ramostorto, Ca' Matte, Case sparse

## 姉妹都市
- エルモン、フランス
- カリシュ、ポーランド
- ラムペルトハイム、ドイツ
- Maldegem、ベルギー
- ロヴィニ、クロアチ
- キエーリ、イタリア